# 王秋北
王秋北，民建聯成員，前大埔區議會富亨選區區議員（2007年-2015年）。

## 區議員生涯
2007年區議會選舉，原現任民主黨易健卿未有參選，泛民陣營由公民黨成員伍展邦代表，面對上次參選的民建聯王秋北及自由黨袁潔貞，與其他區受七一效應消散而投票人數下跌相反，王秋北以2,053票當選，勝過伍展邦的1,736票及袁潔貞的543票。
2011年區議會選舉，王面對民主黨成員任萬全挑戰，最終以54票之差險勝任。
2015年5月，富亨邨業主立案法團被指帳目嚴重不清，600萬儲備下落不明，矛頭直指當時身兼業主立案法團主席的王秋北。
2015年10月，王秋北被揭發於2013年7月至2014年1月期間，涉嫌聯同中國民族歌舞協進會的主席游麗娟及秘書楊秀芳，舉辦「祖國昌盛－聚首一堂」歌舞表演，以假收據向政府申撥款，騙取最少1,840元作協會儲備，遭廉政公署起訴串謀盜竊，三人於2016年3月14日承認一項串謀盜竊罪，獲准保釋至同月29日判刑，最終王被判240小時社會服務令。裁判官指相關款項是作社區活動，被告以虛假帳目扣數，行為非常嚴重。
2015年區議會選舉，王再度面對任萬全的挑戰（任改以創新大埔名義參選），因王秋北受到官司及法團醜聞困擾影響選情，最終任萬全以超過七成得票壓倒性擊敗王秋北。

## 資料來源
1. ↑  Kenneth, TMHK Editor-. . TMHK - Truth Media (Hong Kong). 2015-05-23  [2019-12-27]. （原始内容存档于2021-07-07） （中文（香港））.
2. ↑  大埔區議員王秋北涉串謀盜竊 （页面存档备份，存于），東方日報，2015-10-30
3. ↑  民建聯王秋北認串謀偷公帑 （页面存档备份，存于），蘋果日報，2016-03-15
4. ↑  . www.bastillepost.com. 2016-03-29  [2019-12-27].
5. ↑  朱幼麗. . 香港01. 2016-03-29  [2019-12-27]. （原始内容存档于2019-12-27） （中文（香港））.